# James Farmer
James Leonard Farmer Junior (Marshall, 12 gennaio 1920 – Fredericksburg, 9 luglio 1999) è stato un politico e attivista statunitense, difensore dei diritti civili degli afroamericani.

## Biografia
Nato nello stato del Texas, figlio di Pearl Houston e James Leonard Farmer Senior (1886 – 1961), scrittore e teologo, frequentò una celebre scuola afroamericana, il Wiley College all'età di soli 14 anni mostrandosi un bambino prodigio. In quella scuola si soleva avere una squadra preposta al dibattito con altri college: Farmer, a capo della sua squadra, nel 1935 riuscì a vincere in uno scontro storico contro una scuola bianca data per favorita, un'università della California. L'episodio costituisce la trama di The Great Debaters un film diretto nel 2007 da Denzel Washington. Nel film, il suo ruolo è interpretato dall'attore Denzel Whitaker.
A Chicago nel 1942 Farmer fondò l'importante Comitato di uguaglianza razziale (in lingua inglese Congress of Racial Equality o CORE), insieme ad altri esponenti di rilievo quali George Houser, James R. Robinson e Bernice Fisher. Lavorò alla National Association for the Advancement of Colored People e fu lui ad organizzare la Freedom Ride. Nel 1963 fu uno dei Big Six che parteciparono alla Marcia su Washington per il lavoro e la libertà. Sposò Lula Peterson (1945 - 1977) da cui ebbe due figli.

## Opere
Pubblicò un'autobiografia:
- Lay Bare the Heart: An Autobiography of the Civil Rights Movement. James Farmer, Penguin-Plume, 1986 ISBN 0-452-25803-0